# Nadzieja (utwór Iry)
"Nadzieja" – ballada rockowa pochodząca z albumu Mój dom. Utwór trwa 3 minuty i 37 sekund, został zamieszczony na siódmym miejscu na krążku. Utwór jest jednym z krótszych utworów znajdujących się na płycie. Krótsze są tylko Mój dom (2.35), Spadam (3.35) oraz Twój cały świat (1.17). Autorem tekstu jest Leszek Mróz.
Tekst utworu opowiada o ludziach którzy mają wszystko, pieniądze, sławę, ale nie mają tej najważniejszej rzeczy która jest potrzeba w życiu, mianowicie nadziei. Brzmienie utworu utrzymane jest w balladowo-rockowej tonacji, połączonej z solówką gitarową. Kompozytorem utworu jest gitarzysta, Piotr Łukaszewski. W utworze tym na fortepianie zagrał perkusista grupy, Wojciech Owczarek.
Nadzieja stała się oficjalnym hymnem akcji charytatywnej WOŚP w 1993 roku, na której to zespół wystąpił w warszawskim klubie "Stodoła". Utwór był grany także na wszystkich koncertach jakie zespół odbył w styczniu 1993 roku, w ramach specjalnej trasy koncertowej dla WOŚP wraz z Proletaryatem oraz Kobranocką.
Utwór grany był także na koncertach akustycznych. Został wykonany wraz z wokalistą Proletaryatu Tomaszem Olejnikiem, 23 kwietnia 1994 roku, na koncercie "Bez prądu", który grupa zagrała w studiu polskiego radia Łódź.
Nadzieja znalazła się także na obu koncertowych płytach zespołu, gdzie odpowiednio na pierwszej z nich trwa 4 minuty i 36 sekund, oraz na drugiej, gdzie trwa aż 13 minut i 9 sekund. Na drugim z tych koncertów została wykonana w duecie z Piotrem Lato, a na gitarze akustycznej zagrał gościnnie Zbigniew Hołdys. Utwór pojawił się także na urodzinowym koncercie zespołu zagranym w październiku 2006 roku w krakowskim klubie "Studio".
Utwór Nadzieja jest jednym z najpopularniejszych utworów w dorobku grupy. Grany jest regularnie na każdym koncercie, gdzie wykonywana jest wraz z fanami. Z tym utworem wystąpiła m.in. Ewelina Flinta na Przystanku Woodstock w 2003 roku.
W 2003 roku przy okazji nagrywania debiutanckiego krążka Przeznaczenie, wokalistka Ewelina Flinta nagrała w duecie z Arturem Gadowskim, studyjną wersję utworu, która trafiła na płytę wokalistki. W utworze na instrumentach zagrali muzycy IRA, oraz eks-gitarzysta grupy, Piotr Łukaszewski.
Utwór znalazł się na płycie Lista Przebojów Programu III, która została wydana i zawierała największe przeboje 1992 roku.
Artur Gadowski powiedział o utworze "Nadzieja": "To znowu nie mój tekst, a szkoda, bo piękny. Jak cała piosenka zresztą. Lubię utwory, które mogą być śpiewane tysiącem gardeł przez publiczność. Wtedy czuję prawdziwy kontakt z ludźmi, czuję, że wszyscy jesteśmy razem. Nie ma podziału my - muzycy, oni - publiczność, jesteśmy jednością".
(Źródło: Miesięcznik Brum 1994 rok)

## Teledysk
Do utworu został również nakręcony przez firmę LUZ teledysk, którego premiera telewizyjna nastąpiła w 1992 roku. Teledysk bardzo często gościł w programach poświęconych tematyce rockowej, m.in. "Rock Noc" oraz "Clipol". Obecnie teledysk jest niedostępny.

## Inne wersje
- Koncertowa wersja z Festiwalu w Jarocinie w sierpniu 1992 roku
- Koncertowa wersja z koncertu WOŚP w styczniu 1993 roku
- Koncertowa wersja z Festiwalu w Jarocinie w sierpniu 1993 roku
- Koncertowa wersja z płyty IRA Live z 1993 roku
- Akustyczna wersja utworu wykonana w duecie z Tomaszem Olejnikiem z Proletaryatu w 1994 roku
- Koncertowa wersja z koncertu Przystanek Woodstock w lipcu 1995 roku
- Koncertowa wersja z "Bożonarodzeniowego" koncertu, wykonana jedynie przy akompaniamencie Orkiestry z 2000 roku.
- Nowa wersja utworu nagrana w duecie z Eweliną Flintą w maju 2003 roku
- Koncertowa wersja z jubileuszowego koncertu Live 15-lecie wykonana w duecie z Piotrem Lato we wrześniu 2003 roku
- Koncertowa wersja z urodzinowego koncertu w Krakowie w 2006 roku

## Twórcy
IRA
- Artur Gadowski - śpiew, chór
- Wojtek Owczarek - perkusja
- Piotr Sujka - gitara basowa, chór
- Kuba Płucisz - gitara rytmiczna
- Piotr Łukaszewski - gitara prowadząca

Produkcja
- Nagrywany oraz miksowany: Kwiecień 1991 roku w Studio S-4 w Warszawie
- Producent muzyczny: Leszek Kamiński, IRA
- Realizator nagrań: Leszek Kamiński
- Mastering: Leszek Kamiński w S-4 Studio w Warszawie
- Aranżacja: Piotr Łukaszewski
- Tekst piosenki: Leszek Mróz
- Sponsor zespołu: Firma Kontakt z Radomia
- Wytwórnia: Kontakt

## Covery
- Ewelina Flinta

## Notowania
| Pozycja | 46 | 30 | 28 | 20 | 3 | 2 | 3 | 4 | 4 | 5 | 6 | 9 | 9 | 9 | 7 | 16 | 12 | 14 | 23 |

- Utwór znajdował się na liście od 25 października 1991 roku, do 6 marca 1992 roku. Łącznie na liście znajdował się przez 19 tygodni.